# Marechal Electric
Marechal Electric ist ein französischer Hersteller von Steckverbindern. Das Unternehmen wurde 1952 von Gilles Maréchal gegründet.
Marechal Electric ist bekannt für seine spannungsfrei lösbaren Stecker (DECONTACTOR). Durch Stirndruckkontakte aus Silber-Nickel werden dabei Steckvorrichtung und Schalter kombiniert. Mit Technor wurde 2013 ein Hersteller Ex-geschützter Baureihen (nach ATEX) übernommen. In Deutschland gehört die ehemalige ISV (Industrie-Steck-Vorrichtungen) aus Willstätt-Sand zu Marechal.